# Tatort: Bittere Trauben
Bittere Trauben ist der Titel der vierten Tatort-Folge mit Maximilian Brückner und Gregor Weber als  Saarbrücker Tatort-Gespann. Kappl und Deininger werden mit dem Mord an einem Weinkontrolleur konfrontiert und müssen sich mit dem Hass mehrerer Winzer untereinander beschäftigen.
Die 731. Tatort-Folge wurde am 26. April 2009 im Ersten erstmals ausgestrahlt.

## Handlung
Kappl erhält einen Anruf, dass sein Vater im Krankenhaus sei, er sei gestürzt und habe sich den Arm gebrochen, aber er möchte nicht, dass sein Sohn zu ihm kommt. Unterdessen wird in einem Weinbaugebiet ein Mann nachts auf offener Straße erschossen. Kappl und Deiniger erscheinen am nächsten Morgen am Tatort. Geld und Handy sind noch da, ein Raubmord ist daher ausgeschlossen. Der Tote heißt Gerhard Nieser und war Weinkontrolleur von Beruf. Kappl und Deininger suchen den Weinhändler Weickert auf, bei dem Nieser am Tag seines Todes kontrolliert hat. Dort gab es allerdings noch nie Beanstandungen. Der Händler sagt aus, dass Nieser danach weiter nach Bernheim gefahren sei; dort habe er die Winzer Altpeter und Eckes kontrollieren wollen. Kappl und Deininger fahren daraufhin nach Bernheim, wo an diesem Tag Weinfest ist. Sie suchen zunächst Altpeter auf; Nieser habe am Vortag bei ihm geprüft. Sie seien gut befreundet gewesen. Anschließend suchen die beiden Kommissare Eckes auf; er macht keinen Hehl daraus, dass Nieser für ihn ein „Arschloch“ und „Korinthenkacker“ gewesen sei, der äußerst penibel kontrolliert und ihm das Leben schwer gemacht habe. Frau Weickert tanzt auf dem Weinfest mit Richard Altpeter. Die beiden scheinen sich näher zu kennen.
Kappl und Deininger versacken auf dem Weinfest und Kappl landet mit der Weinkönigin im Bett. Sie erzählt ihm, dass sie Nieser gekannt habe; auch sie sagt aus, dass Nieser sehr penibel und humorlos gewesen sei. Frau Weickert sucht am nächsten Morgen Richard Altpeter auf und sagt ihm, dass sie den Liefervertrag stornieren werde, da sein Wein überschwefelt sei. Sie werde ihn ruinieren. Kappl und Deininger suchen anschließend ebenfalls Altpeter auf. Er hat für die Tatzeit kein Alibi, beteuert aber seine Unschuld. Danach suchen sie Eckes auf; der sagt aus, dass Altpeter sich an einen Großhandel gebunden habe, den die Weickerts vor einem halben Jahr übernommen haben. Richard Altpeter käme aus dem Vertrag nun nicht mehr heraus. Altpeter sei einst mit Isabel Weickert liiert gewesen. Er habe ihren Vater, der ebenfalls Winzer war, zum Öko-Anbau überredet, womit der Vater gegen die Wand gefahren sei. Er habe daraufhin den Vater von Marlis Altpeter, der das Nachbargut besaß, um Hilfe gebeten; der habe allerdings die Zwangsversteigerung abgewartet und seinen Weinberg auf diese Weise aufgekauft; der Vater von Isabel sei an gebrochenem Herzen darüber verstorben. Richard Altpeter hatte Isabel daraufhin sitzen gelassen und Marlis den Hof gemacht; so sei er zu „seinem“ Weinberg gekommen. Richard habe zudem eine Waffe von seinem Vater, der ein Tagelöhner war, als einziges Erbstück bekommen.
Unterdessen wurde Niesers Wagen gefunden, der nach dem Tod seines Besitzers mit einem Seil zum Fundort geschleppt wurde. Horst Jordan hat zudem herausgefunden, dass die Tatwaffe eine Pistole war, die zwischen 1918 und 1933 exklusiv für die Schweizer Armee gebaut wurde; eine solche Waffe sei es auch, die Richard Altpeter von seinem Vater geerbt hatte. Marlis und Isabel treffen sich auf Marlis‘ Weinberg. Marlis fleht Isabel an, sie und ihren Mann nicht zu ruinieren. Isabel erinnert daran, dass ihr Vater Marlis‘ Vater damals auch um Hilfe angefleht hat, der aber die Hilfe verweigert hatte. Nun werde sie die Altpeters ruinieren. Sie müsste das tun, um nicht selbst ruiniert zu werden. Kappl sucht Altpeter wegen der Waffe auf, doch dieser gibt an, die Waffe sei ihm gestohlen worden. Die Weickerts besuchen das Grab ihrer 18-jährigen Tochter; die ist ein halbes Jahr zuvor bei einem Autounfall ums Leben kommen. Kappl fährt mit der Weinkönigin, mit der er inzwischen eine Affäre hat, zu sich nach Hause; dort sieht er von außen, dass jemand in seiner Wohnung ist. Er zieht seine Waffe und geht nach oben; dort befindet sich sein Vater. Er habe anrufen wollen, aber sein Sohn sei nicht ans Telefon gegangen. Die Weinkönigin verabschiedet sich daraufhin von Kappl. Am nächsten Tag bittet Kappl Frau Braun, sich um seinen Vater zu kümmern. Frau Braun informiert Kappl und Deininger, dass ein Radarfoto Jean-Paul Weickert zeigt, wie er zwischen dem Tatort und seinem Wohnort Saarbrücken geblitzt wurde. Somit haben weder er noch seine Frau ein Alibi. Herr Weickert, aber auch seine Frau sind nunmehr dringend tatverdächtig. Kappl und Deininger konfrontieren die Weickerts damit, dass sie Nieser geschmiert hätten, um den Altpeters etwas anzuhängen. Auf der Winzerversammlung greift Eckes Altpeter an und gibt ihm die Schuld an den Imageproblemen, die durch den Mord am Kontrolleur bei den Winzern im Dorf entstanden sind. Die Winzer entziehen Altpeter als Präsident mehrheitlich das Vertrauen, lediglich eine Winzerin steht noch auf seiner Seite. Daraufhin lässt Eckes sich zum neuen Präsidenten der örtlichen Winzervereinigung wählen.
Weickert fleht unterdessen seine Frau an, den Rachefeldzug gegen Altpeter zu beenden, doch sie will unbedingt seinen Weinberg, der einst ihrem Vater gehört hat. Deswegen will sie Altpeter in die Zwangsversteigerung treiben. Weickert fragt verzweifelt seine Frau, ob denn noch jemand sterben müsse. Lebensmitteltechniker Kliebenstein informiert Deininger darüber, dass weder der Wein von Altpeter noch der von Eckes verkehrsfähig ist. Der von Altpeter sei überschwefelt, der von Eckes mit Essig versetzt. Kappl und Deininger sprechen Eckes auf den Essig in seinem Wein an und fragen ihn, ob er Nieser deswegen umgebracht habe. Daraufhin flieht der Sohn von Eckes. Kappl kann ihn stellen. Der Sohn hat aus Versehen den Wein mit Essig versaut. Er sei in Denise Weickert verliebt gewesen und habe aus Trauer um sie nach ihrem Tod unkonzentriert gearbeitet. Sein Vater würde ihn umbringen, wenn er dies herausfinden würde. Kappl und Deininger suchen daraufhin die Altpeters auf; die hatten Nieser angefleht, die Überschwefelung, für die sie nicht verantwortlich seien, nicht zu melden. Er habe eine Nacht darüber schlafen wollen. Da sein eigener Wagen nicht mehr ansprang, hätten ihm die Altpeters ihren mitgegeben. Als sie ihn am nächsten Morgen tot auffanden, hätten sie ihren Wagen abgeholt, seinen dorthin geschleppt und den Untersuchungskoffer verschwinden lassen; mit dem Mord hätten sie nichts zu tun. Kappl erfährt unterdessen, dass die Überschwefelung durch Wasserstoffperoxid herbeigeführt wurde. Ihm fällt ein, dass seine Freundin, die Weinkönigin, große Mengen dieses Stoffes bei sich zu Hause hatte. Kappl und Deininger verhören sie. Sie hatte, obwohl sie für die Weickerts arbeitet, bei den Altpeters als Erntehelferin gearbeitet. Sie gibt zu, dass sie den Wein der Altpeters gepanscht habe. Sie war mit Denise Weickert befreundet; die sei wie eine Schwester für sie gewesen. Denise hatte, ebenso wie vor Jahrzehnten ihre Mutter, ein Verhältnis mit Richard Altpeter gehabt. Sie war sehr verliebt gewesen, doch Richard Altpeter hatte an ihrem Todesabend mit ihr Schluss gemacht. Denise hatte ihre Freundin angerufen; die hatte sich Sorgen gemacht, weil Denise so komisch klang. Sie sagte Denise, sie solle nicht weiterfahren, sie werde Denise abholen. Doch plötzlich sei die Verbindung abgebrochen und am nächsten Morgen hatte sie von Denise‘ Tod erfahren. Daher wollte sie sich an Altpeter rächen. Isabel Weickert hatte von dem Verhältnis ihrer toten Tochter mit Altpeter erst kürzlich erfahren, als sie nach langem Zögern das Tagebuch ihrer Tochter las. Die Weinkönigin hatte auf Isabels Nachfrage hin bestätigt, dass Denise ein Verhältnis hatte, das Richard Altpeter ein paar Stunden vor ihrem Tod beendet hat. Kappl und Deininger kombinieren nun, dass Isabel nicht Nieser, sondern Altpeter ermorden wollte und es lediglich zur Verwechslung kam, weil Nieser Altpeters Auto fuhr.
Weickert vermisst seine Frau und bittet Kappl und Deininger, sie zu finden, da er Angst habe, dass sie Unsinn mache. Unterdessen wird der gesamte Weinbestand der Altpeters vernichtet. Isabel Weickert trifft Altpeter auf dem Weinberg, der einst ihrem Vater gehört hatte. Sie zieht seine Waffe, die sie ihm in der Woche zuvor aus seinem Versteck gestohlen hatte. Er wusste, dass sie die Waffe hatte, hat es aber nicht der Polizei gemeldet. Sie will ihn töten; sie wollte ihn auch schon in den Tagen zuvor töten, war ihm nachgefahren, um ihn zu töten und hatte erst zu spät bemerkt, dass Nieser Altpeters Wagen gefahren hatte. Sie wirft ihm vor, sowohl für den Tod ihres Vaters als auch für den ihrer Tochter verantwortlich zu sein. Kappl und Deininger kommen in letzter Sekunde dazu, können aber nicht verhindern, dass Isabel Weickert Richard Altpeter erschießt. Isabel Weickert wird festgenommen.

## Produktionsnotizen
Gedreht wurde diese Folge vom 9. September bis zum 12. Oktober 2008 im Saarland.
Es handelt sich um eine Produktion des Saarländischen Rundfunks in Zusammenarbeit mit der ARD-Degeto Film. Produktionsfirma war die ProSaar Medienproduktion.
In einer Gastrolle ist Konstantin Wecker als Ludwig Kappl zu sehen.

## Rezeption

### Einschaltquoten
Bei der Erstausstrahlung der Folge Bittere Trauben am 26. April 2009 schalteten 7,40 Mio. Zuschauer ein, was einem Marktanteil von 22,5 % entsprach.